# Stade El Bachir
Stade El Bachir – wielofunkcyjny stadion w Al-Muhammadijji, w Maroku. Jego pojemność wynosi 10 000 widzów. Został otwarty w 1954 roku. Swoje spotkania na obiekcie rozgrywają piłkarze klubów Chabab Mohammédia i Union de Mohammédia.